# Lawrenciola
Lawrenciola is een geslacht van hooiwagens uit de familie Assamiidae.
De wetenschappelijke naam Lawrenciola is voor het eerst geldig gepubliceerd door Roewer in 1935. 

## Soorten
Lawrenciola omvat de volgende 2 soorten:
- Lawrenciola darmarana
- Lawrenciola rhodesiana